# Премия Европейской киноакадемии 2004
European Film Awards 2004 — премия Европейской киноакадемии (нем. Europäischer Filmpreis).

## Лауреаты и номинанты Премии Европейской киноакадемии 2004

### Лучший фильм
- Головой о стену, режиссёр Фатих Акин
- Дурное воспитание, режиссёр Педро Альмодовар
- Море внутри, режиссёр Алехандро Аменабар
- Хористы, режиссёр Кристоф Барратье
- Дыра в моем сердце, режиссёр Лукас Мудиссон
- Вера Дрейк, режиссёр Майк Ли

### Лучшая мужская роль
- Хавьер Бардем — Море внутри
- Бироль Юнель — Головой о стену
- Бруно Ганц — Бункер
- Жерар Жюньо — Хористы
- Богдан Ступка — Свои
- Даниэль Брюль — Воспитатели

### Лучшая женская роль
- Имелда Стонтон — Вера Дрейк
- Пенелопа Крус — Не уходи
- Сибель Кекилли — Головой о стену
- Валерия Бруни-Тедески — 5x2
- Сара Адлер — Наша музыка
- Асси Леви — Камни

### Лучший режиссёр
- Алехандро Аменабар — Море внутри
- Педро Альмодовар — Дурное воспитание
- Фатих Акин — Головой о стену
- Тео Ангелопулос — Трилогия: Плачущий луг
- Нимрод Антал — Контроль
- Аньес Жауи — Посмотри на меня

### Европейское открытие года
- Антонио Фрацци и Андреа Фрацци — Такие дети
- Элеонор Фоче — Вышивальщицы
- Керен Едайя — Моё сокровище
- Сильке Эндерс — Кроко
- Марина Разбежкина — Время жатвы
- Арсен Остойич — Чудесная ночь в Сплите

### Лучшая работа сценариста
- Аньес Жауи и Жан-Пьер Бакри — Посмотри на меня
- Педро Альмодовар — Дурное воспитание
- Фатих Акин — Головой о стену
- Жан-Люк Годар — Наша музыка
- Алехандро Аменабар и Матео Хиль — Море внутри
- Пол Лаверти — Нежный поцелуй

### Лучшая операторская работа
- Эдуарду Серра — Девушка с жемчужной сережкой
- Лайош Кольтаи — Театр
- Альвин Х. Кюхлер и Марсель Зискинд — Код 46
- Хосе Луис Алькайне — Дурное воспитание
- Хавьер Агирресаробе — Море внутри
- Андреас Синанос — Трилогия: Плачущий луг

### Лучший композитор
- Бруно Куле — Хористы
- The Free Association — Код 46
- Альберто Иглесиас — Дурное воспитание
- Александр Деспла — Девушка с жемчужной сережкой и Возьми мои глаза
- Элени Караиндру — Трилогия: Плачущий луг
- Стивен Уорбек — Синдром Альцгеймера

### Лучший документальный фильм
- Кошмар Дарвина, режиссёр Хуберт Саупер
- Эйлин: Жизнь и смерть серийного убийцы, режиссёр Ник Брумфилд и Джоан Черчилль
- Баскбол: кожа против камня, режиссёр Хулио Медем
- Призванные сценой, режиссёр Андрес Фейель
- Мир согласно Бушу, режиссёр Уильям Карел
- Прикосновение звука, режиссёр Томас Ридельшаймер
- The Last Victory, режиссёр Джон Аппель
- Machssomim, режиссёр Йоав Шамир

### Лучший короткометражный фильм
- Я буду следующим, режиссёр Филипп Орренди
- Паника в деревне, режиссёр Стефани Обье и Венсан Патар
- История из блока «С», режиссёр Кристиан Немеску
- Запах Клеопатры, режиссёр Ричард Джордан
- Блок Кента и пакет кофе, режиссёр Кристи Пую
- Я и Вселенная, режиссёр Хайо Шомерус
- 7:35 утра, режиссёр Начо Вигалондо
- Прощай, режиссёр Стив Хадсон
- Alt i alt, режиссёр Торбьёрен Скарильд
- Les baisers des autres, режиссёр Карин Тардьё
- Love Me or Leave Me Alone, режиссёр Дуан Хопкинс
- Fender Bender, режиссёр Дэниэл Эллиотт

### Приз Screen International Award
- 2046, режиссёр Вонг Кар-Вай
- Че Гевара: Дневники мотоциклиста, режиссёр Вальтер Саллес
- Вечное сияние чистого разума, режиссёр Мишель Гондри
- Фаренгейт 9/11, режиссёр Майкл Мур
- Олдбой, режиссёр Пак Чхан Ук
- Дом летающих кинжалов, режиссёр Чжан Имоу
- Благословенная Мария, режиссёр Джошуа Марстон
- Убежище, режиссёр Усман Сембен
- Пустой дом, режиссёр Ким Ки Дук

### За европейский вклад в мировое кино
- Лив Ульман

### Приз международной ассоциации кинокритиков (ФИПРЕССИ)
- Греция Трилогия: Плачущий луг, режиссёр Тео Ангелопулос

### За творчество в целом
- Испания Карлос Саура

### Приз зрительских симпатий

#### Лучший актёр
- Даниэль Брюль — К чему помыслы о любви?
- Феле Мартинес — Дурное воспитание
- Томас Кречман — Бессмертные: Война миров
- Хью Грант — Реальная любовь
- Дэниел Крейг — История матери
- Серджо Кастеллитто — Не уходи
- Колин Фаррелл — Разрыв
- Колин Фёрт — Девушка с жемчужной сережкой
- Бироль Юнель — Головой о стену
- Ингвар Эггерт Сигурдссон — Холодный свет

#### Лучшая актриса
- Пенелопа Крус — Не уходи
- Ева Грин — Мечтатели
- Шарлотта Рэмплинг — Бессмертные: Война миров
- Энн Рейд — История матери
- Саманта Мортон — Код 46
- Фанни Ардан — Натали
- Лайя Марулл — Возьми мои глаза
- Пас Вега — Кармен
- Изабель Юппер — Моя мать
- Эммануэль Беар — Натали

#### Лучший режиссёр
- Фатих Акин — Головой о стену
- Педро Альмодовар — Дурное воспитание
- Бернардо Бертолуччи — Мечтатели
- Ричард Кёртис — Реальная любовь
- Жюли Бертуччелли — С тех пор, как уехал Отар
- Майкл Уинтерботтом — Код 46
- Исиар Больяин — Возьми мои глаза
- Патрис Леконт — Откровенное признание
- Тео Ангелопулос — Трилогия: Плачущий луг
- Хильмар Оддссон — Холодный свет